# Bitwa pod Carrickfergus
Bitwa pod Carrickfergus – starcie zbrojne, które miało miejsce dnia 4 listopada 1597 r. w trakcie irlandzkiej wojny dziewięcioletniej (1594–1603). Do bitwy, w której udział brały królewskie wojska Elżbiety I oraz szkockie oddziały klanu MacDonnellów, doszło w prowincji Ulster (hrabstwo Antrim w Irlandii Płn).

## Przed bitwą
W XVI w. północno-wschodni rejon Ulsteru był teatrem licznych działań wojennych. Głównym punktem angielskiej polityki osiedleńczej w roku 1570 stało się miasteczko Carrickfergus. W roku 1580 rejony wokół miasta opanowali Szkoci z klanu MacDonnellów prowadzeni przez Sorleya Boya MacDonnella. Gdy w roku 1594 Hugh O’Neill (2 Earl of Tyrone) zapoczątkował rebelię przeciwko Anglikom, Carrickfergus pozostawał jedyną zdominowaną przez Anglików posiadłością w prowincji. W pierwszych latach wojny MacDonnellowie przyjęli postawę wyczekującą nie opowiadając się po stronie Korony Brytyjskiej w walce z rebeliantami.
W roku 1597 gubernator Carrickfergus Castle John Chichester odniósł kilka sukcesów w walkach z O’Neillem, a następnie poróżnił się z Jamesem MacSorleyem MacDonnellem. Powodem były liczne napady na podległe MacDonnellom ziemie. Szkoci odpowiedzieli wypadami na ziemie gubernatora. Po krótkich rozmowach, obie strony zawarły zawieszenie broni, w wyniku którego Szkoci uzyskali odszkodowanie za zniszczenia wojenne.

## Bitwa
Dnia 4 listopada 1597 r. MacDonnell został wybrany dowódcą armii, która w sile 500 szkockich muszkieterów zbliżyła się nieopatrznie do Carrickfergus Castle. W odpowiedzi Chichester wyruszył na czele 5 kompanii piechoty i nielicznej kawalerii w kierunku armii Szkotów. Do spotkania obu armii doszło około 4 mil od miasta.
W trakcie marszu wyżsi oficerowie zastanawiali się nad dalszą strategią. Pomimo zawieszenia broni postanowiono zaatakować Szkotów. Widząc przygotowujących się do ataku Anglików, Szkoci wycofali się za okoliczne wzgórza. Kawalerzyści angielscy nie zrozumieli jednak dokładnie wydanych im rozkazów, w wyniku czego gubernator na czele niewielkiej liczby żołnierzy został odcięty od sił głównych. W wyniku szkockiego kontrataku angielskie wojska zostały rozdzielone. Gubernator w trakcie walki został ranny w nogę. Szybko jednak dosiadł swojego konia, ponownie prowadząc swoich ludzi przeciwko Szkotom. Atak zakończył się tym razem niepowodzeniem a gubernator padł martwy trafiony kulą w głowę. Inny z oficerów, również trafiony w głowę dostał się do niewoli szkockiej. Po śmierci dowódcy Anglicy zrezygnowali z dalszej walki. W ich szeregach poległo 180 żołnierzy. Bez nadziei na posiłki z Carrickfergus Castle (w garnizonie przebywali głównie chorzy i ranni) Anglicy wycofali się przez Lough Larne w kierunku Island Magnee.
Porażka Anglików spowodowana była w głównej mierze brakiem odpowiedniej ilości prochu strzelniczego, a także nieumiejętnym dowodzeniem.